# Birger
Birger  è un nome proprio di persona svedese, danese e norvegese maschile.

## Varianti
- Danese: Borge[2], Borre[2], Børge[3][4], Børre[3], Børje[3]
- Norvegese: Borge[2], Borre[2], Børge[3][4], Børre[3], Børje[3]
- Svedese: Börje[1][2]

### Varianti in altre lingue
- Islandese: Birgir[1]
- Norreno: Birgir[1], Birghir[2], Byrghir[2]

## Origine e diffusione
Deriva dal nome norreno Birgir, probabilmente tratto da bjarga o biarga, che vuol dire "aiutare", "salvare", "proteggere"; il significato sarebbe quindi "alleato", "che aiuta", "collaborativo". 
Il nome era usato già nell'antichità dalla nobiltà svedese, ed è oggi comune in tutti e tre i paesi scandinavi. Alcune fonti riconducono a Birger il nome femminile Birgitta, che però è più probabilmente una variante di Brigida.

## Onomastico
Il nome è adespota, cioè non è portato da alcun santo; l'onomastico si può eventualmente festeggiare il 1º novembre, festa di Ognissanti.

## Persone
- Birger di Svezia, re di Svezia

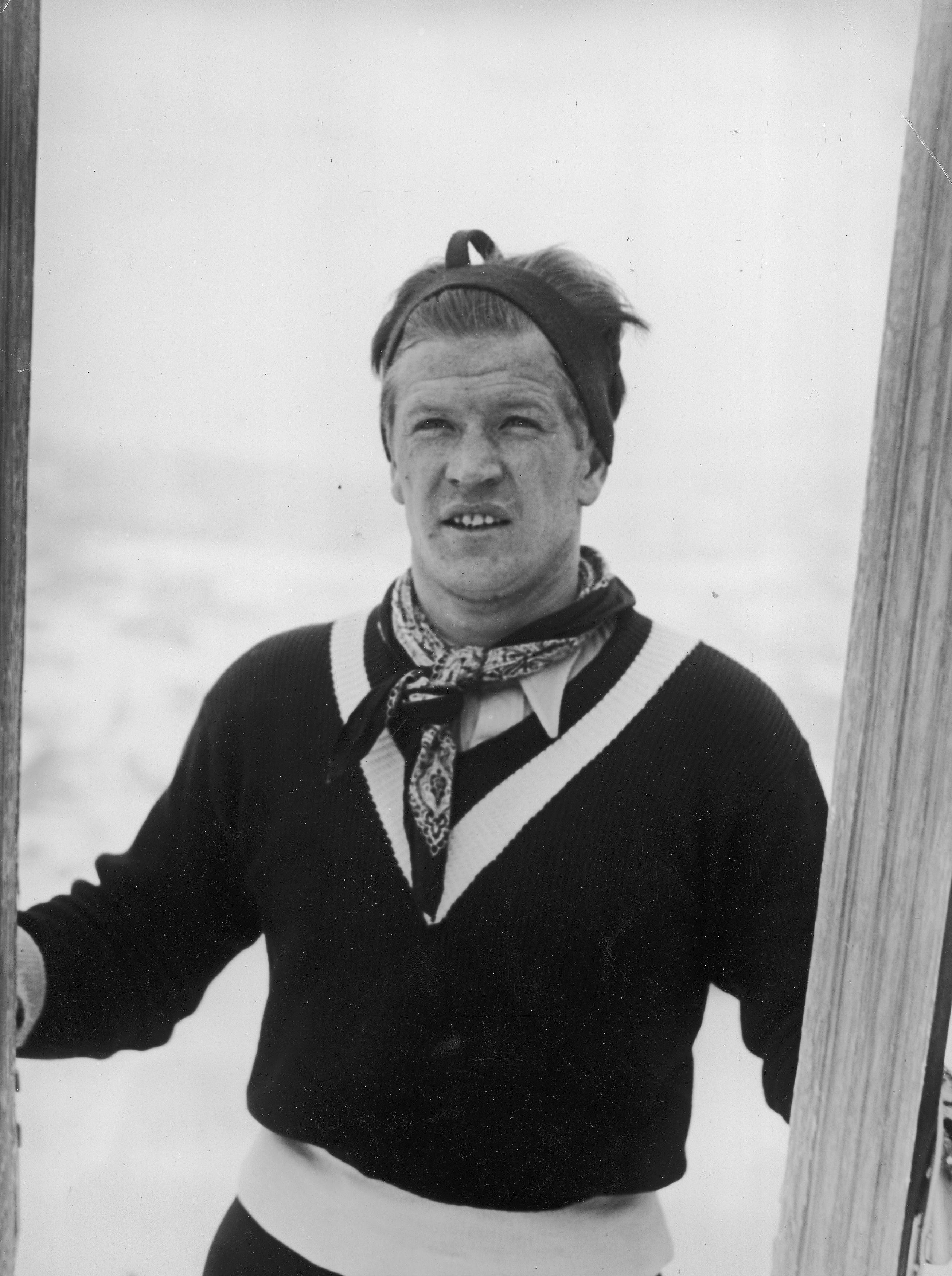
Birger Ruud

- Anders Birger Bohlin, paleontologo svedese
- Birger Cederin, schermidore svedese
- Birger Gregersson, vescovo e scrittore svedese
- Birger Madsen, calciatore norvegese
- Birger Maertens, calciatore belga
- Birger Magnusson, politico svedese
- Birger Nerman, archeologo e scrittore svedese
- Birger Ruud, saltatore con gli sci e sciatore alpino norvegese
- Birger Sandzén, pittore svedese
- Birger Sjöberg, poeta e giornalista svedese

### Varianti
- Børge Hernes, calciatore norvegese
- Børre Næss, fondista norvegese
- Børre Steenslid, calciatore e allenatore di calcio norvegese
- Börje Salming, hockeista su ghiaccio svedese
- Börje Tapper, calciatore svedese